# Oberea infrasericea
Oberea infrasericea är en skalbaggsart som beskrevs av Stefan von Breuning 1951. Oberea infrasericea ingår i släktet Oberea och familjen långhorningar. Inga underarter finns listade i Catalogue of Life.